# DDW (korfbal)
DDW is een Nederlandse dameskorfbalvereniging uit Hooge Mierde. De club is meerdere malen Nederlands kampioen dameskorfbal geworden.

## Geschiedenis
De club is opgericht op 12 november 1969 en de clubnaam komt van Doorzetten Doet Winnen.
Seizoen 1998-1999 was de grote doorbraak van de club, want in dit seizoen won de club voor de eerste keer in de clubhistorie een nationale titel (meteen 2). Zo won de ploeg in dit seizoen zowel de zaaltitel als de Beker.
In seizoen 2016-2017 deed de ploeg nagenoeg hetzelfde als in 98-99, door in 1 seizoen 2 titels te pakken ; namelijk de veldtitel en de Beker.

## Erelijst
- Nederlands kampioen veldkorfbal, 1x (2017)
- Nederlands kampioen zaalkorfbal, 2x (1999, 2000)
- Nederlands Bekerkampioen, 2x (1999, 2017)